# Оксёнов, Иннокентий Александрович
Иннокентий Александрович Оксёнов (17 [29] июня 1897 или 29 июня 1897, Серебрянская, Санкт-Петербургская губерния — 25 января 1942, Ленинград) — русский советский поэт, литературный критик, переводчик.

## Биография
Иннокентий Александрович Оксёнов родился 17 (29) июня 1897 года на станции Серебрянская (ныне — в Лужском районе Ленинградской области).
Сын педагога. Окончил Петроградский медицинский институт. Начиная с 1921 года, всю жизнь проработал в Рентгенологическом институте. Кандидат медицинских наук, ответственный секретарь журнала «Вестник рентгенологии и радиологии».
В начале 1920-х гг. сотрудничал в журнале «Книга и революция», рецензировал новинки современной литературы, опубликовал там статью «О поэтическом слухе Пушкина» (1921. № 8/9). Принимал участие в деятельности Пушкинского общества, с 1937 года состоял его учёным секретарём.
В 1925—1929 годы входил в ленинградскую литературную группу «Содружество» (Н. Баршев, М. Борисоглебский, Н. Браун, М. Комиссарова, Б. Лавренёв, П. Медведев, М. Козаков, Вс. Рождественский, А. Свентицкий, А. Чапыгин, Д. Четвериков и другие).
С 1931 года — член Литературного объединения Красной Армии и Флота.
Погиб в блокаду.

## Творчество
Печататься как поэт начал с 1915 года в «Новом журнале для всех». Помещал стихи — в сборнике «Круг» (кн. II, 1923), «Ковш» (кн. IV, 1926), «Содружество» (Л., 1927), в журнале «Звезда», «Залп» и др.
Автор поэтических сборников «Зажжённая свеча» (Петроград, 1917), «Роща» (Петроград, 1922).
Составитель сборника «Современная русская критика» (Ленинград, 1925). Автор ряда статей на пушкинские темы: «О „Медном всаднике“» (Литературный Ленинград. 1936. № 59); «Маяковский и Пушкин» (Пушкин. Временник Пушкинской комиссии. 3. М.; Л., 1937) и др., а также брошюры «Жизнь А. С. Пушкина. Речь на собрании в Музее „Последняя квартира Пушкина“ 10 февраля 1937 г.» (послесловие К. Федина, 1937). Кроме статьи «Художник и тема», представляющей собой текст его выступления в редакции «Литературного современника», в этом номере журнала (1937. № 1) напечатано также его стихотворение «Пушкинские Горы». Ранее, в четвёртой книге альманаха «Ковш» (М.; Л., 1926) Оксёнов опубликовал стихотворение «Пушкин в Крыму».
Автор ряда статей, посвящённых жизни и творчеству С. Есенина, был наиболее последовательным и смелым его защитником. Одну из своих книг С. Есенин подарил ему с надписью: «Милому Оксёнову…». В статье «О порнографии в советской литературе» (1926) Оксёнов резко критиковал Л. Сосновского, главного организатора травли Есенина.
Как критик, вёл полемику с представителями марксистской критики, которые, по его мнению, «затрудняют органическое стройное развитие литературы», требуя от писателя ортодоксальности, идеологической выдержанности. В своих критических работах о творчестве Л. Рейснер, К. Федина, дал импрессионистские характеристики творческой манеры писателей.
Владея немецким и французским языками, выступал как переводчик, составитель и автор предисловий к произведениям Роже Мартена дю Гара, Луиджи Пиранделло; переводил и с подстрочников, что в 1930-е годы было почти неизбежно.

## Избранные публикации
- Зажженная свеча. Стихи. Пг., 1917.
- Роща. Стихи. Пг.: Эрато, 1922.
- Современная русская критика. Сборник (с предисл. П. И. Лебедева-Полянского). Л.: Гиз, 1925.
- Памяти Есенина.
- Лариса Рейснер. Критический очерк. Л.: Прибой, 1927.
- Отдельные статьи:
  - О поэтическом слухе Пушкина. // Книга и революция. — 1921. — № 8—9.
  - О композиции «Двенадцати». // Книга и революция. — 1923. — № 1.
  - Николай Тихонов. // Звезда. — 1925. — № 5.
  - Писатель и критик. // Новый мир. — 1927. — № 3.
  - «Братья» К. Федина. // Звезда. — 1928. — № 7.
  - Литературные разговоры. // Звезда. — 1929. — № 12.
  - Женщина с баррикады (Глава из повести о жизни Ларисы Рейснер) // Ленинград. — 1931. — № 2 (совместно с Н. В. Галузиным). С. 41-46
  - Маяковский в дореволюционной литературе. // Ленинград. — 1931. — № 4.
  - Монстры и натуралии Ю. Тынянова. // Новый мир. — 1931. — № 8.